# Liste des cantons de la Loire-Atlantique

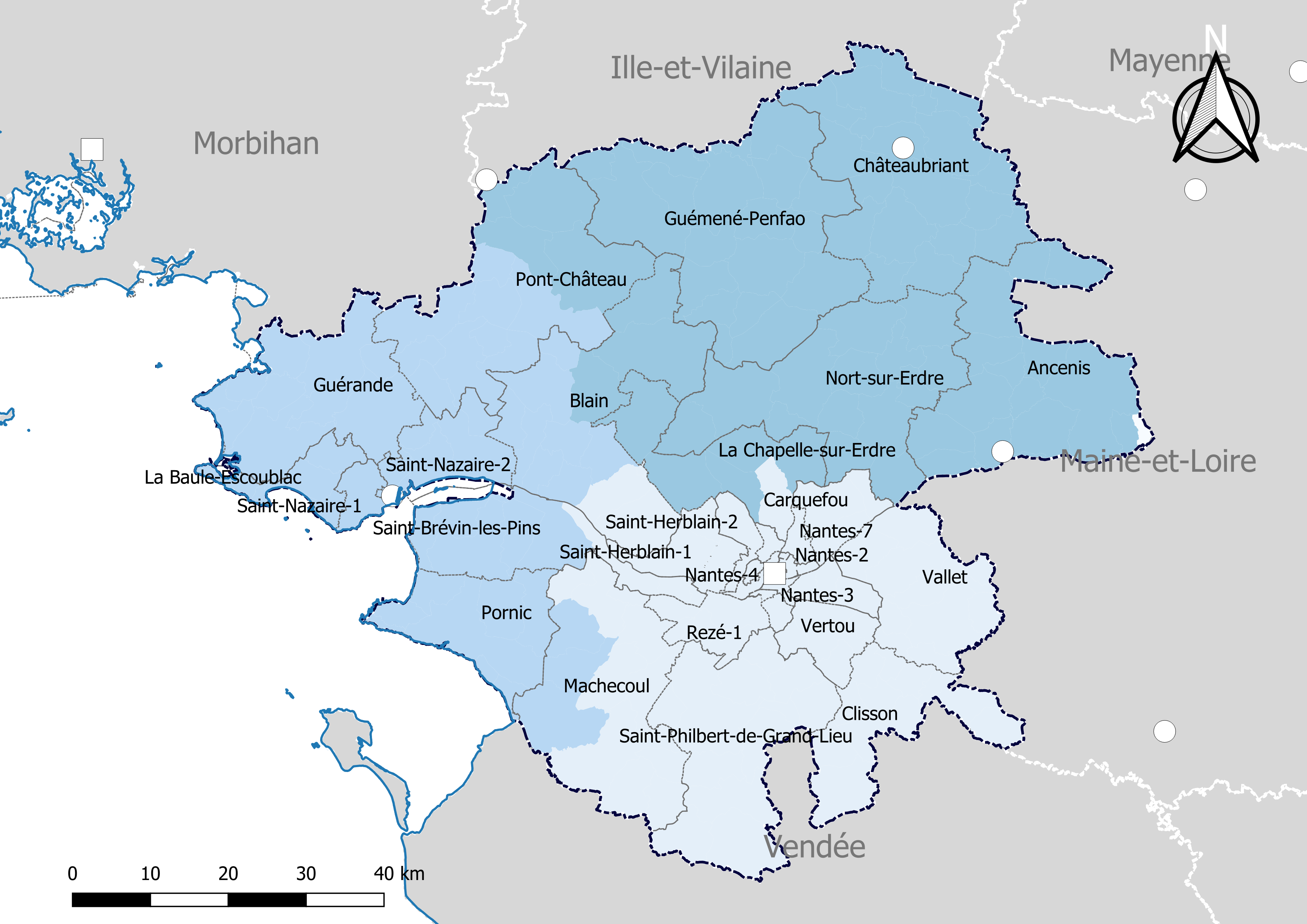
Découpage cantonal du département de la Loire-Atlantique, avec en surimpression les arrondissements (en nuances de bleu) - Carte arrêtée au 1er janvier 2019.

Le département français de la Loire-Atlantique est divisé en 31 cantons depuis le redécoupage cantonal de 2014. Les premières élections correspondantes ont eu lieu en mars 2015. Auparavant, entre 1985 et 2014, le département comprenait 59 cantons.

## Histoire

### Découpage cantonal entre 1985 et 2015

#### Arrondissement d'Ancenis
L'arrondissement d'Ancenis (sous-préfecture Ancenis) est divisé en 5 cantons :
| Canton                         | Nombres de communes | Communes                                                                                            |
| ------------------------------ | ------------------- | --------------------------------------------------------------------------------------------------- |
| Canton d'Ancenis               | 8                   | Ancenis, Anetz, Mésanger, Oudon, Pouillé-les-Coteaux, La Roche-Blanche, Saint-Géréon, Saint-Herblon |
| Canton de Ligné                | 4                   | Le Cellier, Couffé, Ligné, Mouzeil                                                                  |
| Canton de Riaillé              | 5                   | Joué-sur-Erdre, Pannecé, Riaillé, Teillé, Trans-sur-Erdre                                           |
| Canton de Saint-Mars-la-Jaille | 6                   | Bonnœuvre, Maumusson, Le Pin, Saint-Mars-la-Jaille, Saint-Sulpice-des-Landes, Vritz                 |
| Canton de Varades              | 6                   | Belligné, La Chapelle-Saint-Sauveur, Le Fresne-sur-Loire, Montrelais, La Rouxière, Varades          |

#### Arrondissement de Châteaubriant
L'arrondissement de Châteaubriant (sous-préfecture Châteaubriant) est divisé en 10 cantons :
| Canton                              | Nombres de communes | Communes                                                                                 |
| ----------------------------------- | ------------------- | ---------------------------------------------------------------------------------------- |
| Canton de Blain                     | 5                   | Blain, Bouvron, Fay-de-Bretagne, Le Gâvre, Notre-Dame-des-Landes                         |
| Canton de Châteaubriant             | 4                   | Châteaubriant, Ruffigné, Saint-Aubin-des-Châteaux, Soudan                                |
| Canton de Derval                    | 6                   | Derval, Jans, Lusanger, Mouais, Saint-Vincent-des-Landes, Sion-les-Mines                 |
| Canton de Guémené-Penfao            | 5                   | Conquereuil, Guémené-Penfao, Marsac-sur-Don, Massérac, Pierric                           |
| Canton de Moisdon-la-Rivière        | 5                   | Grand-Auverné, Issé, Louisfert, La Meilleraye-de-Bretagne, Moisdon-la-Rivière            |
| Canton de Nort-sur-Erdre            | 6                   | Casson, Héric, Nort-sur-Erdre, Petit-Mars, Saint-Mars-du-Désert, Les Touches             |
| Canton de Nozay                     | 8                   | Abbaretz, La Chevallerais, La Grigonnais, Nozay, Puceul, Saffré, Treffieux, Vay          |
| Canton de Rougé                     | 5                   | Fercé, Noyal-sur-Brutz, Rougé, Soulvache, Villepot                                       |
| Canton de Saint-Julien-de-Vouvantes | 5                   | La Chapelle-Glain, Erbray, Juigné-des-Moutiers, Petit-Auverné, Saint-Julien-de-Vouvantes |
| Canton de Saint-Nicolas-de-Redon    | 4                   | Avessac, Fégréac, Plessé, Saint-Nicolas-de-Redon                                         |

#### Arrondissement de Nantes
L'arrondissement de Nantes (préfecture Nantes) est divisé en 29 cantons (dont 11 pour la seule commune de Nantes) :
| Canton                                 | Nombres de communes | Communes |
| -------------------------------------- | ------------------- | --- |
| Canton d'Aigrefeuille-sur-Maine        | 8                   | Aigrefeuille-sur-Maine, Le Bignon, Geneston, Maisdon-sur-Sèvre, Montbert, La Planche, Remouillé, Vieillevigne                      |
| Canton de Bouaye                       | 6                   | Bouaye, Brains, Pont-Saint-Martin, Rezé (partiel), Saint-Aignan-Grandlieu, Saint-Léger-les-Vignes                                  |
| Canton de Carquefou                    | 4                   | Carquefou, Mauves-sur-Loire, Sainte-Luce-sur-Loire, Thouaré-sur-Loire                                                              |
| Canton de la Chapelle-sur-Erdre        | 4                   | La Chapelle-sur-Erdre, Grandchamp-des-Fontaines, Sucé-sur-Erdre, Treillières                                                       |
| Canton de Clisson                      | 7                   | Boussay, Clisson, Gétigné, Gorges, Monnières, Saint-Hilaire-de-Clisson, Saint-Lumine-de-Clisson                                    |
| Canton de Legé                         | 3                   | Corcoué-sur-Logne, Legé, Touvois                                                                                                   |
| Canton du Loroux-Bottereau             | 7                   | Barbechat, La Boissière-du-Doré, La Chapelle-Basse-Mer, Le Landreau, Le Loroux-Bottereau, La Remaudière, Saint-Julien-de-Concelles |
| Canton de Machecoul                    | 6                   | Machecoul, La Marne, Paulx, Saint-Étienne-de-Mer-Morte, Saint-Mars-de-Coutais, Saint-Même-le-Tenu                                  |
| Canton de Nantes-1                     | 1                   | Nantes (partiel) |
| Canton de Nantes-2                     | 1                   | Nantes (partiel) |
| Canton de Nantes-3                     | 1                   | Nantes (partiel) |
| Canton de Nantes-4                     | 1                   | Nantes (partiel) |
| Canton de Nantes-5                     | 1                   | Nantes (partiel) |
| Canton de Nantes-6                     | 1                   | Nantes (partiel) |
| Canton de Nantes-7                     | 1                   | Nantes (partiel) |
| Canton de Nantes-8                     | 1                   | Nantes (partiel) |
| Canton de Nantes-9                     | 1                   | Nantes (partiel) |
| Canton de Nantes-10                    | 2                   | Nantes (partiel), Saint-Sébastien-sur-Loire                                                                                        |
| Canton de Nantes-11                    | 1                   | Nantes (partiel) |
| Canton d'Orvault                       | 2                   | Orvault, Sautron |
| Canton du Pellerin                     | 8                   | Cheix-en-Retz, La Montagne, Le Pellerin, Port-Saint-Père, Rouans, Sainte-Pazanne, Saint-Jean-de-Boiseau, Vue                       |
| Canton de Rezé                         | 2                   | Bouguenais, Rezé (partiel) |
| Canton de Saint-Étienne-de-Montluc     | 5                   | Cordemais, Couëron, Saint-Étienne-de-Montluc, Le Temple-de-Bretagne, Vigneux-de-Bretagne                                           |
| Canton de Saint-Herblain-Est           | 1                   | Saint-Herblain (partiel) |
| Canton de Saint-Herblain-Ouest-Indre   | 2                   | Indre, Saint-Herblain (partiel) |
| Canton de Saint-Philbert-de-Grand-Lieu | 5                   | La Chevrolière, La Limouzinière, Saint-Colomban, Saint-Lumine-de-Coutais, Saint-Philbert-de-Grand-Lieu                             |
| Canton de Vallet                       | 5                   | La Chapelle-Heulin, Mouzillon, Le Pallet, La Regrippière, Vallet                                                                   |
| Canton de Vertou                       | 2                   | Les Sorinières, Vertou |
| Canton de Vertou-Vignoble              | 5                   | Basse-Goulaine, Château-Thébaud, La Haie-Fouassière, Haute-Goulaine, Saint-Fiacre-sur-Maine                                        |

#### Arrondissement de Saint-Nazaire
L'arrondissement de Saint-Nazaire (sous-préfecture Saint-Nazaire) est divisé en 15 cantons (dont 3 pour la seule commune de Saint-Nazaire) :
| Canton                          | Nombres de communes | Communes |
| ------------------------------- | ------------------- | --- |
| Canton de la Baule-Escoublac    | 2                   | La Baule-Escoublac, Pornichet                                                                                     |
| Canton de Bourgneuf-en-Retz     | 6                   | La Bernerie-en-Retz, Bourgneuf-en-Retz, Chéméré, Fresnay-en-Retz, Les Moutiers-en-Retz, Saint-Hilaire-de-Chaléons |
| Canton du Croisic               | 3                   | Batz-sur-Mer, Le Croisic, Le Pouliguen                                                                            |
| Canton de Guérande              | 6                   | Guérande, Mesquer, Piriac-sur-Mer, Saint-André-des-Eaux, Saint-Molf, La Turballe                                  |
| Canton d'Herbignac              | 4                   | Assérac, La Chapelle-des-Marais, Herbignac, Saint-Lyphard                                                         |
| Canton de Montoir-de-Bretagne   | 4                   | Donges, Montoir-de-Bretagne, Saint-Malo-de-Guersac, Trignac                                                       |
| Canton de Paimbœuf              | 3                   | Corsept, Paimbœuf, Saint-Brevin-les-Pins                                                                          |
| Canton de Pontchâteau           | 6                   | Besné, Crossac, Pontchâteau, Sainte-Anne-sur-Brivet, Sainte-Reine-de-Bretagne, Saint-Joachim                      |
| Canton de Pornic                | 5                   | Arthon-en-Retz, La Plaine-sur-Mer, Pornic, Préfailles, Saint-Michel-Chef-Chef                                     |
| Canton de Saint-Gildas-des-Bois | 5                   | Drefféac, Guenrouet, Missillac, Saint-Gildas-des-Bois, Sévérac                                                    |
| Canton de Saint-Nazaire-Centre  | 1                   | Saint-Nazaire (partiel)                                                                                           |
| Canton de Saint-Nazaire-Est     | 1                   | Saint-Nazaire (partiel)                                                                                           |
| Canton de Saint-Nazaire-Ouest   | 1                   | Saint-Nazaire (partiel)                                                                                           |
| Canton de Saint-Père-en-Retz    | 4                   | Chauvé, Frossay, Saint-Père-en-Retz, Saint-Viaud                                                                  |
| Canton de Savenay               | 8                   | Bouée, Campbon, La Chapelle-Launay, Lavau-sur-Loire, Malville, Prinquiau, Quilly, Savenay                         |

### Redécoupage cantonal de 2014
Dans la poursuite de la réforme territoriale engagée en 2010, l'Assemblée nationale adopte définitivement le 17 avril 2013 la réforme du mode de scrutin pour les élections départementales destinée à garantir la parité hommes/femmes. Les lois (loi organique 2013-402 et loi 2013-403) sont promulguées le 17 mai 2013. Un nouveau découpage territorial est défini par décret du 25 février 2014 pour le département de la Loire-Atlantique. Celui-ci entre en vigueur lors du premier renouvellement général des assemblées départementales suivant la publication du décret, soit en mars 2015. Les conseillers départementaux sont élus au scrutin majoritaire binominal mixte. Les électeurs de chaque canton éliront au Conseil départemental, nouvelle appellation des Conseils généraux, deux membres de sexe différent, qui se présenteront en binôme de candidats. Les conseillers départementaux seront élus pour 6 ans au scrutin binominal majoritaire à deux tours, l'accès au second tour nécessitant 10 % des inscrits au 1er tour. En outre la totalité des conseillers départementaux est renouvelée.
Ce nouveau mode de scrutin nécessite un redécoupage des cantons dont le nombre est divisé par deux avec arrondi à l'unité impaire supérieure si ce nombre n'est pas entier impair et avec des conditions de seuils minimaux. Dans la Loire-Atlantique le nombre de cantons passe ainsi de 59 à 31.
Les critères du remodelage cantonal sont les suivants : le territoire de chaque canton doit être défini sur des bases essentiellement démographiques, le territoire de chaque canton doit être continu et les communes de moins de 3 500 habitants sont entièrement comprises dans le même canton. Il n’est fait référence, ni aux limites des arrondissements, ni à celles des circonscriptions législatives.
Conformément à de multiples décisions du Conseil constitutionnel depuis 1985 et notamment  sa décision no 2010-618 DC du 9 décembre 2010,  il est admis que le principe d’égalité des électeurs au regard des critères démographiques est respecté lorsque le ratio conseiller/habitant de la circonscription est compris dans une fourchette de 20 % de part et d'autre du ratio moyen conseiller/habitant du département. Pour le département de la Loire-Atlantique, la population de référence est la population légale en vigueur au 1er janvier 2013, à savoir la population millésimée 2010, soit 1 282 052 habitants. Avec 31 cantons la population moyenne par conseiller départemental est de 41 357 habitants. Ainsi la population de chaque nouveau canton doit-elle être comprise entre 33 085 habitants et 49 628 habitants pour respecter le principe de l'égalité citoyenne au vu des critères démographiques.

## Composition

### Composition détaillée
| N° | Nom du Canton                | Bureau centralisateur        | Population : | Nombre de communes            | Communes composant le canton |
| -- | ---------------------------- | ---------------------------- | ------------ | ----------------------------- | --- |
| 1  | Ancenis-Saint-Géréon         | Ancenis-Saint-Géréon         | 46 126       | 12                            | Ancenis-Saint-Géréon, Couffé, Loireauxence, Mésanger, Montrelais, Oudon, Pannecé, Le Pin, Pouillé-les-Côteaux, La Roche-Blanche, Vair-sur-Loire, Vallons-de-l'Erdre. |
| 2  | La Baule-Escoublac           | La Baule-Escoublac           | 46 979       | 6                             | Batz-sur-Mer, La Baule-Escoublac, Le Croisic, Pornichet, Le Pouliguen, Saint-André-des-Eaux. |
| 3  | Blain                        | Blain                        | 56 395       | 14                            | Blain, Bouée, Bouvron, Campbon, La Chapelle-Launay, Cordemais, Le Gâvre, Lavau-sur-Loire, Malville, Prinquiau, Quilly, Saint-Étienne-de-Montluc, Savenay, Le Temple-de-Bretagne. |
| 4  | Carquefou                    | Carquefou                    | 51 111       | 4                             | Carquefou, Mauves-sur-Loire, Sainte-Luce-sur-Loire, Thouaré-sur-Loire. |
| 5  | La Chapelle-sur-Erdre        | La Chapelle-sur-Erdre        | 55 749       | 6                             | La Chapelle-sur-Erdre, Fay-de-Bretagne, Grandchamp-des-Fontaines, Sucé-sur-Erdre, Treillières, Vigneux-de-Bretagne. |
| 6  | Châteaubriant                | Châteaubriant                | 33 604       | 19                            | La Chapelle-Glain, Châteaubriant, Erbray, Fercé, Grand-Auverné, Issé, Juigné-des-Moutiers, Louisfert, La Meilleraye-de-Bretagne, Moisdon-la-Rivière, Noyal-sur-Brutz, Petit-Auverné, Rougé, Ruffigné, Saint-Aubin-des-Châteaux, Saint-Julien-de-Vouvantes, Soudan, Soulvache, Villepot. |
| 7  | Clisson                      | Clisson                      | 42 057       | 12                            | Aigrefeuille-sur-Maine, Boussay, Clisson, Gétigné, Gorges, Maisdon-sur-Sèvre, Monnières, La Planche, Remouillé, Saint-Hilaire-de-Clisson, Saint-Lumine-de-Clisson, Vieillevigne. |
| 8  | Guémené-Penfao               | Guémené-Penfao               | 37 053       | 19                            | Abbaretz, La Chevallerais, Conquereuil, Derval, La Grigonnais, Guémené-Penfao, Jans, Lusanger, Marsac-sur-Don, Massérac, Mouais, Nozay, Pierric, Puceul, Saffré, Saint-Vincent-des-Landes, Sion-les-Mines, Treffieux, Vay. |
| 9  | Guérande                     | Guérande                     | 52 078       | 10                            | Assérac, La Chapelle-des-Marais, Guérande, Herbignac, Mesquer, Piriac-sur-Mer, Saint-Joachim, Saint-Lyphard, Saint-Molf, La Turballe. |
| 10 | Machecoul-Saint-Même         | Machecoul-Saint-Même         | 42 279       | 12 + fraction Chaumes-en-Retz | Cheix-en-Retz, Machecoul-Saint-Même, La Marne, Paulx, Port-Saint-Père, Rouans, Saint-Étienne-de-Mer-Morte, Saint-Hilaire-de-Chaléons, Saint-Mars-de-Coutais, Sainte-Pazanne, Villeneuve-en-Retz, Vue. |
| 11 | Nantes-1                     | Nantes                       | 43 745       | fraction Nantes               | Partie de la commune de Nantes située à l'intérieur du périmètre défini par l'axe des voies et limites suivantes : rue Sarrazin, rue Fredureau, rue Yves-Bodiguel, place Viarme, rue des Hauts-Pavés, place de la Fontaine-Morgane, rue du Bourget, rue de Miséricorde, rue Gabriel-Luneau, rue Charles-Monselet, place Anatole-France, boulevard Meusnier-de-Querlon, boulevard des Anglais, boulevard Lelasseur, boulevard des Frères-de-Goncourt, boulevard Gabriel-Lauriol, boulevard du Petit-Port, cours du Cens, cours de l'Erdre, pont du Général-de-la-Motte-Rouge, place Waldeck-Rousseau, rue Desaix, rue François-Farineau, rue de la Béraudière, rue de l'Amiral-Ronarc'h, avenue Chanzy, rue du Général-Buat, rue de Courson, rue Gaston-Turpin, rue de Coulmiers, rue d'Aurelle-de-Paladines, rue des Rochettes, avenue Ludovic-Cormerais, ligne droite dans le prolongement de l'avenue Ludovic-Cormerais, impasse Philibert, rue de Coulmiers, boulevard de Stalingrad, ligne de tramway, cours du Commandant-d'Estienne-d'Orves, place Neptune, cours Franklin-Roosevelt, cours des Cinquante-Otages, rue de Feltre, rue du Calvaire, rue La Fayette, place Aristide-Briand, rue Mercœur, rue Jean-Jaurès.                                                         |
| 12 | Nantes-2                     | Nantes                       | 43 705       | fraction Nantes               | Partie de la commune de Nantes située à l'intérieur du périmètre défini par l'axe des voies et limites suivantes : cours de la Loire (bras de la Madeleine), canal Saint-Félix, quai Malakoff, pont de la Rotonde, cours John-Kennedy, boulevard de Stalingrad, rue de Coulmiers, impasse Philibert, ligne droite dans le prolongement de l'avenue Ludovic-Cormerais, avenue Ludovic-Cormerais, rue des Rochettes, rue d'Aurelle-de-Paladines, rue de Coulmiers, rue Gaston-Turpin, rue de Courson, rue du Général-Buat, avenue Chanzy, rue de l'Amiral-Ronarc'h, rue de la Béraudière, rue François-Farineau, rue Desaix, place Waldeck-Rousseau, pont du Général-de-la-Motte-Rouge, cours de l'Erdre, chemin de halage, rue du Port-Boyer, rue de la Cornouaille, rond-point des Combattants-d'Indochine, rue des Marsauderies, rue du Croissant, rue des Maraîchers, rue du Petit-Bel-Air, rue du Croissant, route de Sainte-Luce, rue Jean-Julien-Lemordant, rue Joseph-Doury, ligne droite dans le prolongement de l'avenue Praud, avenue Praud, boulevard Auguste-Peneau, rue de la Pâture, ligne de chemin de fer, jusqu'à la limite territoriale de la commune de Sainte-Luce-sur-Loire.                                                                                     |
| 13 | Nantes-3                     | Nantes                       | 56 536       | fraction Nantes               | Partie de la commune de Nantes située au sud d'une ligne définie par l'axe des voies et limites suivantes : cours de la Loire (bras de la Madeleine), pont Anne-de-Bretagne, quai de la Fosse, rue Charles-Brunellière, place René-Bouhier, rue Lamoricière, rue de Gigant, rue Marie-Anne-du-Bocage, rue Harouys, rue Faustin-Hélie, rue Mercœur, place Aristide-Briand, rue La Fayette, rue du Calvaire, rue de Feltre, cours des Cinquante-Otages, cours Franklin-Roosevelt, place Neptune, cours du Commandant-d'Estienne d'Orves, ligne de tramway, pont de la Rotonde, quai Malakoff, canal Saint-Félix, cours de la Loire (bras de la Madeleine). |
| 14 | Nantes-4                     | Nantes                       | 39 015       | fraction Nantes               | Partie de la commune de Nantes située au sud d'une ligne définie par l'axe des voies et limites suivantes : depuis la limite territoriale de la commune de Saint-Herblain, boulevard Émile-Romanet, rue du Jamet, rue Jean-Olivesi, rue Lucien-Aubert, rue Romain-Rolland, rue Firmin-Colas, rue de l'Etang, boulevard Jean-Moulin, rue des Alouettes, rue du Bois-Hardy, rue du Moulin-de-l'Abbaye, rue des Pavillons, rue du Bois-Hercé, boulevard Léon-Jouhaux, boulevard René-Coty, rue de l'Amiral-du-Chaffault, rue de Plaisance, rue de la Montagne, boulevard Pasteur, chemin Guilbaud, rue Nicolas-Appert, rue Renan, chemin des Rivières, avenue du Midi, rue Littré, rue Bouchaud, rue du Coteau, rue Bouchaud, rue des Dervallières, rue Francis-Merlant, rue George-Sand, boulevard Luc-Olivier-Merson, place Anatole-France, rue Charles-Monselet, rue Gabriel-Luneau, rue de Miséricorde, rue du Bourget, place de la Fontaine-Morgane, rue des Hauts-Pavés, place Viarme, rue Yves-Bodiguel, rue Fredureau, rue Sarrazin, rue Jean-Jaurès, rue Faustin-Hélie, rue Harouys, rue Marie-Anne-du-Bocage, rue de Gigant, rue Lamoricière, place René-Bouhier, rue Charles-Brunellière, quai de la Fosse, pont Anne-de-Bretagne, cours de la Loire (bras de la Madeleine). |
| 15 | Nantes-5                     | Nantes                       | 42 627       | fraction Nantes               | Partie de la commune de Nantes située au nord d'une ligne définie par l'axe des voies et limites suivantes : depuis la limite territoriale de la commune de Saint-Herblain, boulevard Emile-Romanet, rue du Jamet, rue Jean-Olivesi, rue Lucien-Aubert, rue Romain-Rolland, rue Firmin-Colas, rue de l'Etang, boulevard Jean-Moulin, rue des Alouettes, rue du Bois-Hardy, rue du Moulin-de-l'Abbaye, rue des Pavillons, rue du Bois-Hercé, boulevard Léon-Jouhaux, boulevard René-Coty, rue de l'Amiral-du-Chaffault, rue de Plaisance, rue de la Montagne, boulevard Pasteur, chemin Guilbaud, rue Nicolas-Appert, rue Renan, chemin des Rivières, avenue du Midi, rue Littré, rue Bouchaud, rue du Coteau, rue Bouchaud, rue des Dervallières, rue Francis-Merlant, rue George-Sand, boulevard Luc-Olivier-Merson, boulevard Meusnier-de-Querlon, boulevard des Anglais, rue Chanoine-Larose, rue Georges-Méliès, rue de la Maison-Blanche, jusqu'à la limite territoriale de la commune de Saint-Herblain. |
| 16 | Nantes-6                     | Nantes                       | 47 886       | fraction Nantes               | Partie de la commune de Nantes située au nord d'une ligne définie par l'axe des voies et limites suivantes : depuis la limite territoriale de la commune de Saint-Herblain, rue de la Maison-Blanche, rue Georges-Méliès, rue Chanoine-Larose, boulevard des Anglais, boulevard Le-Lasseur, rond-point de Rennes, boulevard des Frères-de-Goncourt, boulevard Gabriel-Lauriol, boulevard du Petit-Port, cours du Cens, cours de l'Erdre, jusqu'à la limite territoriale de la commune de La Chapelle-sur-Erdre. |
| 17 | Nantes-7                     | Nantes                       | 51 556       | fraction Nantes               | Partie de la commune de Nantes non incluse dans les cantons de Nantes-1, Nantes-2, Nantes-3, Nantes-4, Nantes-5 et Nantes-6. |
| 18 | Nort-sur-Erdre               | Nort-sur-Erdre               | 52 493       | 14                            | Casson, Le Cellier, Héric, Joué-sur-Erdre, Ligné, Mouzeil, Nort-sur-Erdre, Notre-Dame-des-Landes, Petit-Mars, Riaillé, Saint-Mars-du-Désert, Teillé, Les Touches, Trans-sur-Erdre. |
| 19 | Pontchâteau                  | Pontchâteau                  | 49 955       | 13                            | Avessac, Crossac, Drefféac, Fégréac, Guenrouet, Missillac, Plessé, Pontchâteau, Saint-Gildas-des-Bois, Saint-Nicolas-de-Redon, Sainte-Anne-sur-Brivet, Sainte-Reine-de-Bretagne, Sévérac. |
| 20 | Pornic                       | Pornic                       | 42 666       | 8                             | Arthon-en-Retz, La Bernerie-en-Retz, Chauvé, Les Moutiers-en-Retz, La Plaine-sur-Mer, Pornic, Préfailles, Saint-Michel-Chef-Chef. |
| 21 | Rezé-1                       | Rezé                         | 42 634       | 5 + fraction Rezé             | 1° Les communes suivantes : Bouaye, Bouguenais, Brains, Saint-Aignan-Grandlieu, Saint-Léger-les-Vignes. 2° La partie de la commune de Rezé située au nord d'une ligne définie par l'axe des voies et limites suivantes : depuis la limite territoriale de la commune de Bouguenais, ligne de chemin de fer, rue Victor-Hugo, rue Henri-Barbusse, rue du Port-aux-Blés, rue Émile-Zola, boulevard du Général-de-Gaulle, jusqu'à la limite territoriale de la commune de Nantes. |
| 22 | Rezé-2                       | Rezé                         | 38 451       | fraction Rezé                 | Partie de la commune de Rezé non incluse dans le canton de Rezé-1. |
| 23 | Saint-Brevin-les-Pins        | Saint-Brevin-les-Pins        | 49 008       | 9                             | Corsept, Frossay, La Montagne, Paimbœuf, Le Pellerin, Saint-Brevin-les-Pins, Saint-Jean-de-Boiseau, Saint-Père-en-Retz, Saint-Viaud. |
| 24 | Saint-Herblain-1             | Saint-Herblain               | 62 063       | 3 + fraction Saint-Herblain   | 1° Les communes suivantes : Couëron, Indre, Sautron. 2° La partie de la commune de Saint-Herblain située à l'ouest d'une ligne définie par l'axe des voies et limites suivantes : depuis la limite territoriale de la commune d'Indre, quai Emile-Cormerais, rue du Plessis-Bouchet, rue du Souvenir-Français, chemin du Vigneau, rue Vasco-de-Gama, place Magellan, rue Christophe-Colomb, impasse Charles-Trenet, rue François-Rabelais, allée Prosper-Mérimée, avenue Louis-Guilloux, boulevard du Val-de-la-Chézine, rue Paul-Dukas, ligne droite dans le prolongement de la rue du Congo, allée Jean-Philippe-Rameau, allée Antonio-Vivaldi, avenue des Naudières, avenue des Bergeronnettes, avenue des Rouges-Gorges, avenue des Roitelets, avenue de Cheverny, avenue des Thébaudières, jusqu'à la limite territoriale de la commune d'Orvault. |
| 25 | Saint-Herblain-2             | Saint-Herblain               | 53 086       | 1 + fraction Saint-Herblain   | 1° La commune suivante : Orvault. 2° La partie de la commune de Saint-Herblain non incluse dans le canton de Saint-Herblain-1. |
| 26 | Saint-Nazaire-1              | Saint-Nazaire                | 50 058       | fraction Saint-Nazaire        | Partie de la commune de Saint-Nazaire non incluse dans le canton de Saint-Nazaire-2 |
| 27 | Saint-Nazaire-2              | Saint-Nazaire                | 53 231       | 5 + fraction Saint-Nazaire    | 1° Les communes suivantes : Besné, Donges, Montoir-de-Bretagne, Saint-Malo-de-Guersac, Trignac. 2° La partie de la commune de Saint-Nazaire située à l'est d'une ligne définie par l'axe des voies et limites suivantes : à partir de la limite territoriale de la commune de Trignac et du cours du Brivet, ligne de chemin de fer de Paris à La Baule, boulevard Louis-Antoine-de-Bougainville, rue Charles-Longuet, route de Guindreff, rue Albert-Camus, boulevard de l'Hôpital, rue Louis-Joseph-Gay-Lussac, rue Michel-Faraday, boulevard Jean-Mermoz, rue du Commandant-Gustave-Gâté, rue du Général-de-Gaulle, avenue de la République, rue de la Paix et des Arts, rue Roger-Salengro, rue de Saintonge, rue du Dolmen, rue de Stalingrad, place de l'Industrie, rue Henri-Gautier, rue des Frères-Pereire, boulevard Paul-Leferme, avenue du Pertuis, avenue des Frégates, médiane de la forme écluse Joubert, jusqu'au rivage de la Loire. |
| 28 | Saint-Philbert-de-Grand-Lieu | Saint-Philbert-de-Grand-Lieu | 51 951       | 12                            | Le Bignon, La Chevrolière, Corcoué-sur-Logne, Geneston, Legé, La Limouzinière, Montbert, Pont-Saint-Martin, Saint-Colomban, Saint-Lumine-de-Coutais, Saint-Philbert-de-Grand-Lieu, Touvois. |
| 29 | Saint-Sébastien-sur-Loire    | Saint-Sébastien-sur-Loire    | 43 982       | 3                             | Basse-Goulaine, Haute-Goulaine, Saint-Sébastien-sur-Loire. |
| 30 | Vallet                       | Vallet                       | 49 940       | 11                            | La Boissière-du-Doré, La Chapelle-Heulin, Divatte-sur-Loire, Le Landreau, Le Loroux-Bottereau, Mouzillon, Le Pallet, La Regrippière, La Remaudière, Saint-Julien-de-Concelles, Vallet. |
| 31 | Vertou                       | Vertou                       | 44 329       | 5                             | Château-Thébaud, La Haie-Fouassière, Saint-Fiacre-sur-Maine, Les Sorinières, Vertou. |
|    |                              |                              | 1 473 156    | 221                           | |

### Répartition par arrondissement
Contrairement à l'ancien découpage où chaque canton était inclus à l'intérieur d'un seul arrondissement, le nouveau découpage territorial s'affranchit des limites des arrondissements. Certains cantons peuvent être composés de communes appartenant à des arrondissements différents. Dans le département de la Loire-Atlantique, c'est le cas de six cantons (Blain, La Chapelle-sur-Erdre, Machecoul, Nort-sur-Erdre, Pontchâteau et Saint-Brevin-les-Pins).
Le tableau suivant présente la répartition par arrondissement :
| N° | Canton                       | Châteaubriant | Nantes                      | Saint-Nazaire              | Ancenis | Total                       |
| -- | ---------------------------- | ------------- | --------------------------- | -------------------------- | ------- | --------------------------- |
| 1  | Ancenis                      |               |                             |                            | 22      | 22                          |
| 2  | La Baule-Escoublac           |               |                             | 6                          |         | 6                           |
| 3  | Blain                        | 3             | 3                           | 8                          |         | 14                          |
| 4  | Carquefou                    |               | 4                           |                            |         | 4                           |
| 5  | La Chapelle-sur-Erdre        | 1             | 5                           |                            |         | 6                           |
| 6  | Châteaubriant                | 19            |                             |                            |         | 19                          |
| 7  | Clisson                      |               | 12                          |                            |         | 12                          |
| 8  | Guémené-Penfao               | 19            |                             |                            |         | 19                          |
| 9  | Guérande                     |               |                             | 10                         |         | 10                          |
| 10 | Machecoul                    |               | 11                          | 4                          |         | 15                          |
| 11 | Nantes-1                     |               | fraction Nantes             |                            |         | fraction Nantes             |
| 12 | Nantes-2                     |               | fraction Nantes             |                            |         | fraction Nantes             |
| 13 | Nantes-3                     |               | fraction Nantes             |                            |         | fraction Nantes             |
| 14 | Nantes-4                     |               | fraction Nantes             |                            |         | fraction Nantes             |
| 15 | Nantes-5                     |               | fraction Nantes             |                            |         | fraction Nantes             |
| 16 | Nantes-6                     |               | fraction Nantes             |                            |         | fraction Nantes             |
| 17 | Nantes-7                     |               | fraction Nantes             |                            |         | fraction Nantes             |
| 18 | Nort-sur-Erdre               | 7             |                             |                            | 7       | 14                          |
| 19 | Pontchâteau                  | 4             |                             | 9                          |         | 13                          |
| 20 | Pornic                       |               |                             | 8                          |         | 8                           |
| 21 | Rezé-1                       |               | 5 + fraction Rezé           |                            |         | 5 + fraction Rezé           |
| 22 | Rezé-2                       |               | fraction Rezé               |                            |         | fraction Rezé               |
| 23 | Saint-Brevin-les-Pins        |               | 3                           | 6                          |         | 9                           |
| 24 | Saint-Herblain-1             |               | 3 + fraction Saint-Herblain |                            |         | 3 + fraction Saint-Herblain |
| 25 | Saint-Herblain-2             |               | 1 + fraction Saint-Herblain |                            |         | 1 + fraction Saint-Herblain |
| 26 | Saint-Nazaire-1              |               |                             | fraction Saint-Nazaire     |         | fraction Saint-Nazaire      |
| 27 | Saint-Nazaire-2              |               |                             | 5 + fraction Saint-Nazaire |         | 5 + fraction Saint-Nazaire  |
| 28 | Saint-Philbert-de-Grand-Lieu |               | 12                          |                            |         | 12                          |
| 29 | Saint-Sébastien-sur-Loire    |               | 3                           |                            |         | 3                           |
| 30 | Vallet                       |               | 12                          |                            |         | 12                          |
| 31 | Vertou                       |               | 5                           |                            |         | 5                           |
|    |                              | 53            | 82                          | 57                         | 29      | 221                         |

### Tableau récapitulatif par commune
| Commune                      | Code Insee | Canton en vigueur avant mars 2015                                                                   | Canton en vigueur depuis mars 2015                                   |
| ---------------------------- | ---------- | --------------------------------------------------------------------------------------------------- | -------------------------------------------------------------------- |
| Abbaretz                     | 44001      | Nozay                                                                                               | Guémené-Penfao                                                       |
| Aigrefeuille-sur-Maine       | 44002      | Aigrefeuille-sur-Maine                                                                              | Clisson                                                              |
| Ancenis                      | 44003      | Ancenis                                                                                             | Ancenis                                                              |
| Anetz                        | 44004      | Ancenis                                                                                             | Ancenis                                                              |
| Arthon-en-Retz               | 44005      | Pornic                                                                                              | Pornic                                                               |
| Assérac                      | 44006      | Herbignac                                                                                           | Guérande                                                             |
| Avessac                      | 44007      | Saint-Nicolas-de-Redon                                                                              | Pontchâteau                                                          |
| Barbechat                    | 44008      | Le Loroux-Bottereau                                                                                 | Vallet                                                               |
| Basse-Goulaine               | 44009      | Vertou-Vignoble                                                                                     | Saint-Sébastien-sur-Loire                                            |
| Batz-sur-Mer                 | 44010      | Le Croisic                                                                                          | La Baule-Escoublac                                                   |
| Belligné                     | 44011      | Varades                                                                                             | Ancenis                                                              |
| Besné                        | 44013      | Pontchâteau                                                                                         | Saint-Nazaire-2                                                      |
| Blain                        | 44015      | Blain                                                                                               | Blain                                                                |
| Bonnœuvre                    | 44017      | Saint-Mars-la-Jaille                                                                                | Ancenis                                                              |
| Bouaye                       | 44018      | Bouaye                                                                                              | Rezé-1                                                               |
| Bouée                        | 44019      | Savenay                                                                                             | Blain                                                                |
| Bouguenais                   | 44020      | Rezé                                                                                                | Rezé-1                                                               |
| Bourgneuf-en-Retz            | 44021      | Bourgneuf-en-Retz                                                                                   | Machecoul                                                            |
| Boussay                      | 44022      | Clisson                                                                                             | Clisson                                                              |
| Bouvron                      | 44023      | Blain                                                                                               | Blain                                                                |
| Brains                       | 44024      | Bouaye                                                                                              | Rezé-1                                                               |
| Campbon                      | 44025      | Savenay                                                                                             | Blain                                                                |
| Carquefou                    | 44026      | Carquefou                                                                                           | Carquefou                                                            |
| Casson                       | 44027      | Nort-sur-Erdre                                                                                      | Nort-sur-Erdre                                                       |
| Châteaubriant                | 44036      | Châteaubriant                                                                                       | Châteaubriant                                                        |
| Château-Thébaud              | 44037      | Vertou-Vignoble                                                                                     | Vertou                                                               |
| Chauvé                       | 44038      | Saint-Père-en-Retz                                                                                  | Pornic                                                               |
| Cheix-en-Retz                | 44039      | Le Pellerin                                                                                         | Machecoul                                                            |
| Chéméré                      | 44040      | Bourgneuf-en-Retz                                                                                   | Machecoul                                                            |
| Clisson                      | 44043      | Clisson                                                                                             | Clisson                                                              |
| Conquereuil                  | 44044      | Guémené-Penfao                                                                                      | Guémené-Penfao                                                       |
| Corcoué-sur-Logne            | 44156      | Legé                                                                                                | Saint-Philbert-de-Grand-Lieu                                         |
| Cordemais                    | 44045      | Saint-Étienne-de-Montluc                                                                            | Blain                                                                |
| Corsept                      | 44046      | Paimbœuf                                                                                            | Saint-Brevin-les-Pins                                                |
| Couëron                      | 44047      | Saint-Étienne-de-Montluc                                                                            | Saint-Herblain-1                                                     |
| Couffé                       | 44048      | Ligné                                                                                               | Ancenis                                                              |
| Crossac                      | 44050      | Pontchâteau                                                                                         | Pontchâteau                                                          |
| Derval                       | 44051      | Derval                                                                                              | Guémené-Penfao                                                       |
| Donges                       | 44052      | Montoir-de-Bretagne                                                                                 | Saint-Nazaire-2                                                      |
| Drefféac                     | 44053      | Saint-Gildas-des-Bois                                                                               | Pontchâteau                                                          |
| Erbray                       | 44054      | Saint-Julien-de-Vouvantes                                                                           | Châteaubriant                                                        |
| Fay-de-Bretagne              | 44056      | Blain                                                                                               | La Chapelle-sur-Erdre                                                |
| Fégréac                      | 44057      | Saint-Nicolas-de-Redon                                                                              | Pontchâteau                                                          |
| Fercé                        | 44058      | Rougé                                                                                               | Châteaubriant                                                        |
| Fresnay-en-Retz              | 44059      | Bourgneuf-en-Retz                                                                                   | Machecoul                                                            |
| Frossay                      | 44061      | Saint-Père-en-Retz                                                                                  | Saint-Brevin-les-Pins                                                |
| Geneston                     | 44223      | Aigrefeuille-sur-Maine                                                                              | Saint-Philbert-de-Grand-Lieu                                         |
| Gétigné                      | 44063      | Clisson                                                                                             | Clisson                                                              |
| Gorges                       | 44064      | Clisson                                                                                             | Clisson                                                              |
| Grand-Auverné                | 44065      | Moisdon-la-Rivière                                                                                  | Châteaubriant                                                        |
| Grandchamp-des-Fontaines     | 44066      | La Chapelle-sur-Erdre                                                                               | La Chapelle-sur-Erdre                                                |
| Guémené-Penfao               | 44067      | Guémené-Penfao                                                                                      | Guémené-Penfao                                                       |
| Guenrouet                    | 44068      | Saint-Gildas-des-Bois                                                                               | Pontchâteau                                                          |
| Guérande                     | 44069      | Guérande                                                                                            | Guérande                                                             |
| Haute-Goulaine               | 44071      | Vertou-Vignoble                                                                                     | Saint-Sébastien-sur-Loire                                            |
| Herbignac                    | 44072      | Herbignac                                                                                           | Guérande                                                             |
| Héric                        | 44073      | Nort-sur-Erdre                                                                                      | Nort-sur-Erdre                                                       |
| Indre                        | 44074      | Saint-Herblain-Ouest-Indre                                                                          | Saint-Herblain-1                                                     |
| Issé                         | 44075      | Moisdon-la-Rivière                                                                                  | Châteaubriant                                                        |
| Jans                         | 44076      | Derval                                                                                              | Guémené-Penfao                                                       |
| Joué-sur-Erdre               | 44077      | Riaillé                                                                                             | Nort-sur-Erdre                                                       |
| Juigné-des-Moutiers          | 44078      | Saint-Julien-de-Vouvantes                                                                           | Châteaubriant                                                        |
| La Baule-Escoublac           | 44055      | La Baule-Escoublac                                                                                  | La Baule-Escoublac                                                   |
| La Bernerie-en-Retz          | 44012      | Bourgneuf-en-Retz                                                                                   | Pornic                                                               |
| La Boissière-du-Doré         | 44016      | Le Loroux-Bottereau                                                                                 | Vallet                                                               |
| La Chapelle-Basse-Mer        | 44029      | Le Loroux-Bottereau                                                                                 | Vallet                                                               |
| La Chapelle-des-Marais       | 44030      | Herbignac                                                                                           | Guérande                                                             |
| La Chapelle-Glain            | 44031      | Saint-Julien-de-Vouvantes                                                                           | Châteaubriant                                                        |
| La Chapelle-Heulin           | 44032      | Vallet                                                                                              | Vallet                                                               |
| La Chapelle-Launay           | 44033      | Savenay                                                                                             | Blain                                                                |
| La Chapelle-Saint-Sauveur    | 44034      | Varades                                                                                             | Ancenis                                                              |
| La Chapelle-sur-Erdre        | 44035      | La Chapelle-sur-Erdre                                                                               | La Chapelle-sur-Erdre                                                |
| La Chevallerais              | 44221      | Nozay                                                                                               | Guémené-Penfao                                                       |
| La Chevrolière               | 44041      | Saint-Philbert-de-Grand-Lieu                                                                        | Saint-Philbert-de-Grand-Lieu                                         |
| La Grigonnais                | 44224      | Nozay                                                                                               | Guémené-Penfao                                                       |
| La Haie-Fouassière           | 44070      | Vertou-Vignoble                                                                                     | Vertou                                                               |
| La Limouzinière              | 44083      | Saint-Philbert-de-Grand-Lieu                                                                        | Saint-Philbert-de-Grand-Lieu                                         |
| La Marne                     | 44090      | Machecoul                                                                                           | Machecoul                                                            |
| La Meilleraye-de-Bretagne    | 44095      | Moisdon-la-Rivière                                                                                  | Châteaubriant                                                        |
| La Montagne                  | 44101      | Le Pellerin                                                                                         | Saint-Brevin-les-Pins                                                |
| La Plaine-sur-Mer            | 44126      | Pornic                                                                                              | Pornic                                                               |
| La Planche                   | 44127      | Aigrefeuille-sur-Maine                                                                              | Clisson                                                              |
| La Regrippière               | 44140      | Vallet                                                                                              | Vallet                                                               |
| La Remaudière                | 44141      | Le Loroux-Bottereau                                                                                 | Vallet                                                               |
| La Roche-Blanche             | 44222      | Ancenis                                                                                             | Ancenis                                                              |
| La Rouxière                  | 44147      | Varades                                                                                             | Ancenis                                                              |
| La Turballe                  | 44211      | Guérande                                                                                            | Guérande                                                             |
| Lavau-sur-Loire              | 44080      | Savenay                                                                                             | Blain                                                                |
| Le Bignon                    | 44014      | Aigrefeuille-sur-Maine                                                                              | Saint-Philbert-de-Grand-Lieu                                         |
| Le Cellier                   | 44028      | Ligné                                                                                               | Nort-sur-Erdre                                                       |
| Le Croisic                   | 44049      | Le Croisic                                                                                          | La Baule-Escoublac                                                   |
| Le Fresne-sur-Loire          | 44060      | Varades                                                                                             | Ancenis                                                              |
| Le Gâvre                     | 44062      | Blain                                                                                               | Blain                                                                |
| Le Landreau                  | 44079      | Le Loroux-Bottereau                                                                                 | Vallet                                                               |
| Le Loroux-Bottereau          | 44084      | Le Loroux-Bottereau                                                                                 | Vallet                                                               |
| Le Pallet                    | 44117      | Vallet                                                                                              | Vallet                                                               |
| Le Pellerin                  | 44120      | Le Pellerin                                                                                         | Saint-Brevin-les-Pins                                                |
| Le Pin                       | 44124      | Saint-Mars-la-Jaille                                                                                | Ancenis                                                              |
| Le Pouliguen                 | 44135      | Le Croisic                                                                                          | La Baule-Escoublac                                                   |
| Le Temple-de-Bretagne        | 44203      | Saint-Étienne-de-Montluc                                                                            | Blain                                                                |
| Legé                         | 44081      | Legé                                                                                                | Saint-Philbert-de-Grand-Lieu                                         |
| Les Moutiers-en-Retz         | 44106      | Bourgneuf-en-Retz                                                                                   | Pornic                                                               |
| Les Sorinières               | 44198      | Vertou                                                                                              | Vertou                                                               |
| Les Touches                  | 44205      | Nort-sur-Erdre                                                                                      | Nort-sur-Erdre                                                       |
| Ligné                        | 44082      | Ligné                                                                                               | Nort-sur-Erdre                                                       |
| Louisfert                    | 44085      | Moisdon-la-Rivière                                                                                  | Châteaubriant                                                        |
| Lusanger                     | 44086      | Derval                                                                                              | Guémené-Penfao                                                       |
| Machecoul                    | 44087      | Machecoul                                                                                           | Machecoul                                                            |
| Maisdon-sur-Sèvre            | 44088      | Aigrefeuille-sur-Maine                                                                              | Clisson                                                              |
| Malville                     | 44089      | Savenay                                                                                             | Blain                                                                |
| Marsac-sur-Don               | 44091      | Guémené-Penfao                                                                                      | Guémené-Penfao                                                       |
| Massérac                     | 44092      | Guémené-Penfao                                                                                      | Guémené-Penfao                                                       |
| Maumusson                    | 44093      | Saint-Mars-la-Jaille                                                                                | Ancenis                                                              |
| Mauves-sur-Loire             | 44094      | Carquefou                                                                                           | Carquefou                                                            |
| Mésanger                     | 44096      | Ancenis                                                                                             | Ancenis                                                              |
| Mesquer                      | 44097      | Guérande                                                                                            | Guérande                                                             |
| Missillac                    | 44098      | Saint-Gildas-des-Bois                                                                               | Pontchâteau                                                          |
| Moisdon-la-Rivière           | 44099      | Moisdon-la-Rivière                                                                                  | Châteaubriant                                                        |
| Monnières                    | 44100      | Clisson                                                                                             | Clisson                                                              |
| Montbert                     | 44102      | Aigrefeuille-sur-Maine                                                                              | Saint-Philbert-de-Grand-Lieu                                         |
| Montoir-de-Bretagne          | 44103      | Montoir-de-Bretagne                                                                                 | Saint-Nazaire-2                                                      |
| Montrelais                   | 44104      | Varades                                                                                             | Ancenis                                                              |
| Mouais                       | 44105      | Derval                                                                                              | Guémené-Penfao                                                       |
| Mouzeil                      | 44107      | Ligné                                                                                               | Nort-sur-Erdre                                                       |
| Mouzillon                    | 44108      | Vallet                                                                                              | Vallet                                                               |
| Nantes                       | 44109      | Nantes-1, Nantes-2, Nantes-3, Nantes-4, Nantes-5, Nantes-6, Nantes-7, Nantes-8, Nantes-9, Nantes-10 | Nantes-1, Nantes-2, Nantes-3, Nantes-4, Nantes-5, Nantes-6, Nantes-7 |
| Nort-sur-Erdre               | 44110      | Nort-sur-Erdre                                                                                      | Nort-sur-Erdre                                                       |
| Notre-Dame-des-Landes        | 44111      | Blain                                                                                               | Nort-sur-Erdre                                                       |
| Noyal-sur-Brutz              | 44112      | Rougé                                                                                               | Châteaubriant                                                        |
| Nozay                        | 44113      | Nozay                                                                                               | Guémené-Penfao                                                       |
| Orvault                      | 44114      | Orvault                                                                                             | Saint-Herblain-2                                                     |
| Oudon                        | 44115      | Ancenis                                                                                             | Ancenis                                                              |
| Paimbœuf                     | 44116      | Paimbœuf                                                                                            | Saint-Brevin-les-Pins                                                |
| Pannecé                      | 44118      | Riaillé                                                                                             | Ancenis                                                              |
| Paulx                        | 44119      | Machecoul                                                                                           | Machecoul                                                            |
| Petit-Auverné                | 44121      | Saint-Julien-de-Vouvantes                                                                           | Châteaubriant                                                        |
| Petit-Mars                   | 44122      | Nort-sur-Erdre                                                                                      | Nort-sur-Erdre                                                       |
| Pierric                      | 44123      | Guémené-Penfao                                                                                      | Guémené-Penfao                                                       |
| Piriac-sur-Mer               | 44125      | Guérande                                                                                            | Guérande                                                             |
| Plessé                       | 44128      | Saint-Nicolas-de-Redon                                                                              | Pontchâteau                                                          |
| Pontchâteau                  | 44129      | Pontchâteau                                                                                         | Pontchâteau                                                          |
| Pont-Saint-Martin            | 44130      | Bouaye                                                                                              | Saint-Philbert-de-Grand-Lieu                                         |
| Pornic                       | 44131      | Pornic                                                                                              | Pornic                                                               |
| Pornichet                    | 44132      | La Baule-Escoublac                                                                                  | La Baule-Escoublac                                                   |
| Port-Saint-Père              | 44133      | Le Pellerin                                                                                         | Machecoul                                                            |
| Pouillé-les-Côteaux          | 44134      | Ancenis                                                                                             | Ancenis                                                              |
| Préfailles                   | 44136      | Pornic                                                                                              | Pornic                                                               |
| Prinquiau                    | 44137      | Savenay                                                                                             | Blain                                                                |
| Puceul                       | 44138      | Nozay                                                                                               | Guémené-Penfao                                                       |
| Quilly                       | 44139      | Savenay                                                                                             | Blain                                                                |
| Remouillé                    | 44142      | Aigrefeuille-sur-Maine                                                                              | Clisson                                                              |
| Rezé                         | 44143      | Bouaye, Rezé                                                                                        | Rezé-1, Rezé-2                                                       |
| Riaillé                      | 44144      | Riaillé                                                                                             | Nort-sur-Erdre                                                       |
| Rouans                       | 44145      | Le Pellerin                                                                                         | Machecoul                                                            |
| Rougé                        | 44146      | Rougé                                                                                               | Châteaubriant                                                        |
| Ruffigné                     | 44148      | Châteaubriant                                                                                       | Châteaubriant                                                        |
| Saffré                       | 44149      | Nozay                                                                                               | Guémené-Penfao                                                       |
| Saint-Aignan-Grandlieu       | 44150      | Bouaye                                                                                              | Rezé-1                                                               |
| Saint-André-des-Eaux         | 44151      | Guérande                                                                                            | La Baule-Escoublac                                                   |
| Saint-Aubin-des-Châteaux     | 44153      | Châteaubriant                                                                                       | Châteaubriant                                                        |
| Saint-Brevin-les-Pins        | 44154      | Paimbœuf                                                                                            | Saint-Brevin-les-Pins                                                |
| Saint-Colomban               | 44155      | Saint-Philbert-de-Grand-Lieu                                                                        | Saint-Philbert-de-Grand-Lieu                                         |
| Sainte-Anne-sur-Brivet       | 44152      | Pontchâteau                                                                                         | Pontchâteau                                                          |
| Sainte-Luce-sur-Loire        | 44172      | Carquefou                                                                                           | Carquefou                                                            |
| Sainte-Pazanne               | 44186      | Le Pellerin                                                                                         | Machecoul                                                            |
| Sainte-Reine-de-Bretagne     | 44189      | Pontchâteau                                                                                         | Pontchâteau                                                          |
| Saint-Étienne-de-Mer-Morte   | 44157      | Machecoul                                                                                           | Machecoul                                                            |
| Saint-Étienne-de-Montluc     | 44158      | Saint-Étienne-de-Montluc                                                                            | Blain                                                                |
| Saint-Fiacre-sur-Maine       | 44159      | Vertou-Vignoble                                                                                     | Vertou                                                               |
| Saint-Géréon                 | 44160      | Ancenis                                                                                             | Ancenis                                                              |
| Saint-Gildas-des-Bois        | 44161      | Saint-Gildas-des-Bois                                                                               | Pontchâteau                                                          |
| Saint-Herblain               | 44162      | Saint-Herblain-Est, Saint-Herblain-Ouest-Indre                                                      | Saint-Herblain-1, Saint-Herblain-2                                   |
| Saint-Herblon                | 44163      | Ancenis                                                                                             | Ancenis                                                              |
| Saint-Hilaire-de-Chaléons    | 44164      | Bourgneuf-en-Retz                                                                                   | Machecoul                                                            |
| Saint-Hilaire-de-Clisson     | 44165      | Clisson                                                                                             | Clisson                                                              |
| Saint-Jean-de-Boiseau        | 44166      | Le Pellerin                                                                                         | Saint-Brevin-les-Pins                                                |
| Saint-Joachim                | 44168      | Pontchâteau                                                                                         | Guérande                                                             |
| Saint-Julien-de-Concelles    | 44169      | Le Loroux-Bottereau                                                                                 | Vallet                                                               |
| Saint-Julien-de-Vouvantes    | 44170      | Saint-Julien-de-Vouvantes                                                                           | Châteaubriant                                                        |
| Saint-Léger-les-Vignes       | 44171      | Bouaye                                                                                              | Rezé-1                                                               |
| Saint-Lumine-de-Clisson      | 44173      | Clisson                                                                                             | Clisson                                                              |
| Saint-Lumine-de-Coutais      | 44174      | Saint-Philbert-de-Grand-Lieu                                                                        | Saint-Philbert-de-Grand-Lieu                                         |
| Saint-Lyphard                | 44175      | Herbignac                                                                                           | Guérande                                                             |
| Saint-Malo-de-Guersac        | 44176      | Montoir-de-Bretagne                                                                                 | Saint-Nazaire-2                                                      |
| Saint-Mars-de-Coutais        | 44178      | Machecoul                                                                                           | Machecoul                                                            |
| Saint-Mars-du-Désert         | 44179      | Nort-sur-Erdre                                                                                      | Nort-sur-Erdre                                                       |
| Saint-Mars-la-Jaille         | 44180      | Saint-Mars-la-Jaille                                                                                | Ancenis                                                              |
| Saint-Même-le-Tenu           | 44181      | Machecoul                                                                                           | Machecoul                                                            |
| Saint-Michel-Chef-Chef       | 44182      | Pornic                                                                                              | Pornic                                                               |
| Saint-Molf                   | 44183      | Guérande                                                                                            | Guérande                                                             |
| Saint-Nazaire                | 44184      | Saint-Nazaire-Centre, Saint-Nazaire-Est, Saint-Nazaire-Ouest                                        | Saint-Nazaire-1, Saint-Nazaire-2                                     |
| Saint-Nicolas-de-Redon       | 44185      | Saint-Nicolas-de-Redon                                                                              | Pontchâteau                                                          |
| Saint-Père-en-Retz           | 44187      | Saint-Père-en-Retz                                                                                  | Saint-Brevin-les-Pins                                                |
| Saint-Philbert-de-Grand-Lieu | 44188      | Saint-Philbert-de-Grand-Lieu                                                                        | Saint-Philbert-de-Grand-Lieu                                         |
| Saint-Sébastien-sur-Loire    | 44190      | Nantes-10                                                                                           | Saint-Sébastien-sur-Loire                                            |
| Saint-Sulpice-des-Landes     | 44191      | Saint-Mars-la-Jaille                                                                                | Ancenis                                                              |
| Saint-Viaud                  | 44192      | Saint-Père-en-Retz                                                                                  | Saint-Brevin-les-Pins                                                |
| Saint-Vincent-des-Landes     | 44193      | Derval                                                                                              | Guémené-Penfao                                                       |
| Sautron                      | 44194      | Orvault                                                                                             | Saint-Herblain-1                                                     |
| Savenay                      | 44195      | Savenay                                                                                             | Blain                                                                |
| Sévérac                      | 44196      | Saint-Gildas-des-Bois                                                                               | Pontchâteau                                                          |
| Sion-les-Mines               | 44197      | Derval                                                                                              | Guémené-Penfao                                                       |
| Soudan                       | 44199      | Châteaubriant                                                                                       | Châteaubriant                                                        |
| Soulvache                    | 44200      | Rougé                                                                                               | Châteaubriant                                                        |
| Sucé-sur-Erdre               | 44201      | La Chapelle-sur-Erdre                                                                               | La Chapelle-sur-Erdre                                                |
| Teillé                       | 44202      | Riaillé                                                                                             | Nort-sur-Erdre                                                       |
| Thouaré-sur-Loire            | 44204      | Carquefou                                                                                           | Carquefou                                                            |
| Touvois                      | 44206      | Legé                                                                                                | Saint-Philbert-de-Grand-Lieu                                         |
| Trans-sur-Erdre              | 44207      | Riaillé                                                                                             | Nort-sur-Erdre                                                       |
| Treffieux                    | 44208      | Nozay                                                                                               | Guémené-Penfao                                                       |
| Treillières                  | 44209      | La Chapelle-sur-Erdre                                                                               | La Chapelle-sur-Erdre                                                |
| Trignac                      | 44210      | Montoir-de-Bretagne                                                                                 | Saint-Nazaire-2                                                      |
| Vallet                       | 44212      | Vallet                                                                                              | Vallet                                                               |
| Varades                      | 44213      | Varades                                                                                             | Ancenis                                                              |
| Vay                          | 44214      | Nozay                                                                                               | Guémené-Penfao                                                       |
| Vertou                       | 44215      | Vertou                                                                                              | Vertou                                                               |
| Vieillevigne                 | 44216      | Aigrefeuille-sur-Maine                                                                              | Clisson                                                              |
| Vigneux-de-Bretagne          | 44217      | Saint-Étienne-de-Montluc                                                                            | La Chapelle-sur-Erdre                                                |
| Villepot                     | 44218      | Rougé                                                                                               | Châteaubriant                                                        |
| Vritz                        | 44219      | Saint-Mars-la-Jaille                                                                                | Ancenis                                                              |
| Vue                          | 44220      | Le Pellerin                                                                                         | Machecoul                                                            |